# عملية كوريكس
عملية كوريكس هي عملية صناعية يجرى فيها عمليات اختزال صهر حرارية لخام الحديد بأسلوب بديل لعمليات استخراج الحديد في الفرن اللافح. طورت هذه العملية من قبل شركة بريمتالس Primetals Technologies، والتي تأسست على هيئة شركة محاصة بين شركتي سيمنز وميتسوبيشي للصناعات الثقيلة.
على العكس من عمليات الفرن اللافح فإن عمليات اختزال الصهر الحرارية هي عادة ما تكون على نطاق أصغر، وتستخدم الفحم والأكسجين مباشرة من أجل اختزال خام الحديد. يمكن أن تجرى تلم العمليات في مرحلة واحدة أو اثنتين. تتألف عملية كوريكس من مرحلتين، في الأولى يختزل خام الحديد في حوض، ويصهر وينقى في حوض آخر. تنتشر عملية كوريكس في عدد من الدول من ضمنها الهند والصين وجنوب إفريقيا.